# Малашко, Михаил Васильевич
Михаил Малашко (1885, Георгиевка — 1920, Карпово) — украинский политический, военный деятель времен УНР, член Центрального Совета и повстанец в Днепропетровской области против большевиков. Брат — Николай, военный деятель, инженер-экономист, кооператор.

## Биография
Родился 4 ноября  1885 года в селе Георгиевка Мариупольского уезда. По профессии был фельдшером. Имел военный чин ефрейтора. После Февральской революции 1917 года его избрали в Всеукраинского совета военных депутатов и он стал членом Центральной Рады. Принадлежал к партии левых эсеров. В конце 1917 года его назначили заместителем комиссара Центральной Рады в Донецком бассейне. Во время Антигетманского переворота Михаил Малашко принимал участие в боях за Бахмут. 
Весной 1919 года Михаил Малашко принимает участие в восстании под предводительством Матвея Григорьева. После гибели Григорьева Малашко был махновцем. Потом перешел к атаману А. Гулый-Гуленко. Во второй половине ноября 1919 года во время всенародного восстания против Добровольческой армии Малашко вместе с Гулым-Гуленком занял железную дорогу от Знаменки до самого Екатеринослава. В конце ноября 1919 года освободил от белогвардейцев Верхнеднепровск. Кош Малашко имел четыре полка, вооруженные пушками и пулеметами и «отбил у белогвардейцев два бронепоезда». Малашко воевал под национальным флагом с надписью: «За землю и волю — боритесь — победите». Проводит проукраинскую политику, избегая партийных споров, объединяя всех, кто был против белых. В декабре 1919 года Малашко сформировал и возглавил «Временное Правительство Херсонщины» с центром в Верхнеднепровске для организации жизни гражданского населения.
После разгрома Деникина из тактических соображений Михаил Малашко подчинялся красным. Он занимался агитацией за самостийну Украину, распоряжался на подконтрольных территориях волостным и сельским исполкомам использовать украинский язык и преподавать в школах на украинском. Согласно отчету «Центрального управления ЧК при СНК УССР» за 1920 г. «красный командир (Малашко) вел агитацию за Петлюру, пытаясь разложить Красную армию изнутри... ...поборником самостоятельной Украины и сторонником Петлюры». Большевики попытались перевести кош Малашка на фронт, но он отказался. Малашко начал разоружать советскую милицию, разгонять ревкомы, уничтожать советы. Малашко был вызван для разъяснений в штаб 45-й дивизи в Александрии, как союзник. Он был предательски арестован и в начале марта 1920 года отправлен в штаб 4-й армии в Екатеринослав. Ему удалось склонить конвоиров к себе и убежать в Софиевку, где он объявляет 4 марта 1920 войну советской власти.
На совещании присутствовали: начальник штаба Черноусов (Черновус), заместитель командира 4-й Отдельной бригады Дяковський, заместитель административного отдела бригады Березняк, профессор Прохоренко, который заведовал культурпросветом , командир Верхнеднепровского полка Петренко, командир Веселотерновського полка Федорченко, Тишанин (Иванов) и другие. После совещания кош отправился на Верхнеднепровск в составе 150 конных и 70 пеших казаков с пулеметом. Вооруженными были только 70 — 80 с 5 — 10 патронов к ружью. В Семеновке пешие казаки взяли у крестьян по коню, по которому двинулся тоже верхом его хозяива . Взяли станцию Верхнеднепровск, забрали пулемет и до 20 человек пленных. Поймали и разоружили в округе до Верхнеднепровска селе около 40 латышей. В ночь 7 марта 1920 года без единого выстрела была разоружена караульная рота, городская и уездная милицию Верхнеднепровська. 
С слухом о выходе из Екатеринославу конского отдела латышей оставили Верхнеднепровск. В Николаевке латыши догнали обозы Малашка. Вышли из Посуньок и приняли бой у железной дороги с красноармейцами из эшелона с Екатеринославу. 50 пеших казаков защищали у Байковой могилы отход конницы. Погибло 33 человека, из них — 11 учеников Верхнеднепровской средней сельскохозяйственной школы (старшему было 18 лет). Добравшись до Софиевки нашли Верхнеднепровский полк. Красноармейцы выставили 4 бронепоезда на участок Пятихатки-Верховцево-Довгінцеве. Повстанцы приняли решение рассеяться и вести подпольную войну. Против отрядов Малашка Красная армия создала штаб во главе с чекистами Ф. Леонюком и П. Онищенко. В их распоряжении был отряд чекистов и представителей особого отдела 13-й армии. В июле 1920 года в селе Орлово было спробувано взять больного тифом Малашка. Михаила Малашка было взято в селе Карпове Карнауховськой волости. Его доставили в Екатеринославскую ЧК, где пытали.